# Mongo (popolo)
Il popolo Mongo (o Bamongo) è un gruppo etnico che vive nella foresta equatoriale del bacino del fiume Congo e costituisce una delle principali etnie della Repubblica Democratica del Congo. Parlano il lomongo o uno dei suoi dialetti, ma usano molto anche il lingala come lingua franca e talvolta come lingua madre. (Sia il lomongo che il lingala sono lingue bantu dello stesso sottogruppo "C".)

## Terminologia e popolazione
I Mongo e i gruppi a loro affini formano il più ampio raggruppamento degli "Anamongo" (lett. "figli di Mongo"), termine che è talvolta usato in modo intercambiabile a Mongo, anche se l'etnonimo Mongo può riferirsi a uno specifico gruppo all'interno degli Anamongo. La più ampia definizione di Anamongo, oltre ai Mongo propriamente detti, include tra gli altri i gruppi dei Bokote, Ekonda, Bolia, Sengele, Ntomba, Ndengese, Songomeno, Mbole, Bongandu, Boyela, Nkutu, Tetela e Kusu
Le stime sulla loro numerosità sono varie e dipendono come detto dalla stessa definizione di "Mongo". Secondo una stima del 2025, il numero complessivo dei popoli identificabili come Mongo è di circa 12 milioni, dato che li renderebbe il secondo o il terzo gruppo più numeroso del paese, dopo i Luba e, a seconda delle stime, i Kongo. I Mongo propriamente detti sarebbero invece 3 549 000. Altre stime esprimono cifre ancora più alte, individuando in 40 milioni il complesso dei popoli identificabili come Anamongo.

## Storia

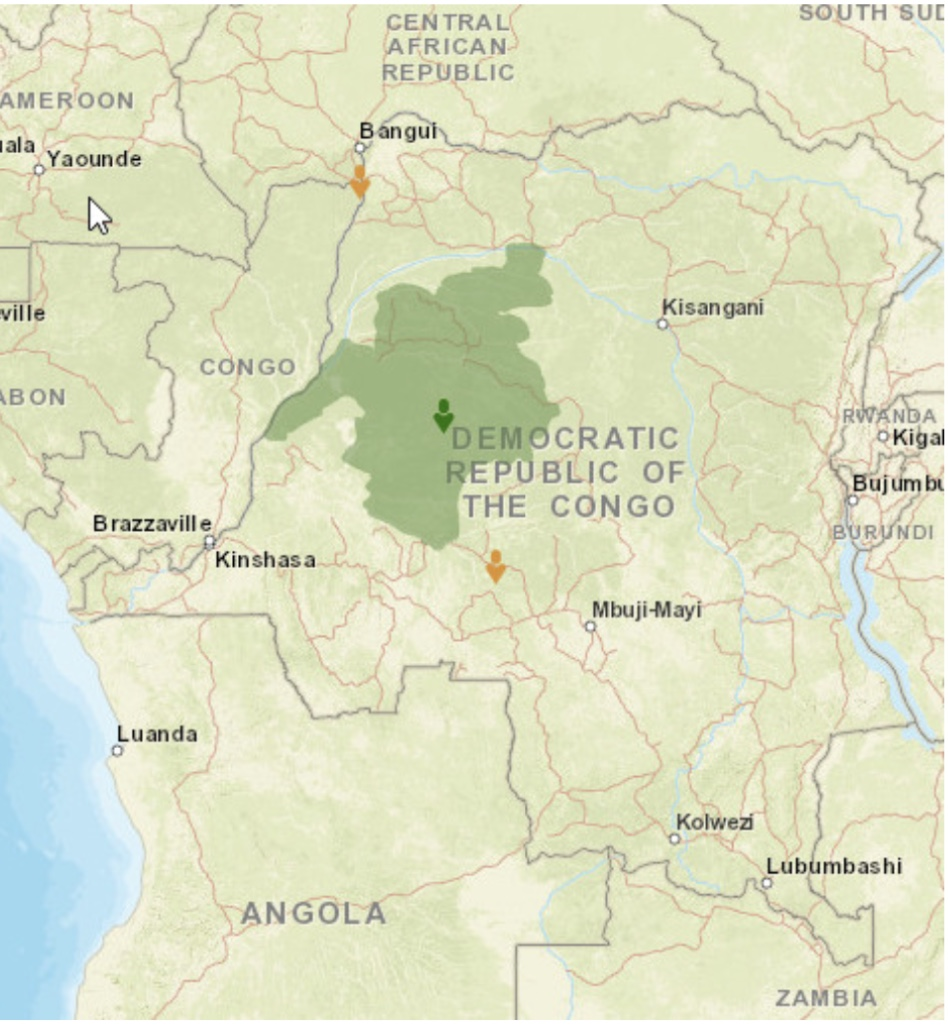
terra di origine del popolo Mongo

Le radici storiche del popolo Mongo non sono chiare, ma probabilmente si stabilirono lungo le valli fluviali del Congo settentrionale e occidentale nei primi secoli del I millennio. L'agricoltura di alimenti di base come l'igname e le banane fu probabilmente avviata intorno al 1000 d.C. Il dominio coloniale belga ebbe un impatto sulle tradizioni, sulla cultura e sulle credenze religiose dei Mongo, che si convertirono prevalentemente a una delle numerose denominazioni del cristianesimo presenti in Congo. L'influenza dell'attività missionaria islamica dal Nord Africa è stata fonte di profondo risentimento per i cristiani Mongo, portando a una storia di conflitti tra loro e alcuni gruppi etnici musulmani presenti nelle vicine regioni nordorientali del Congo.

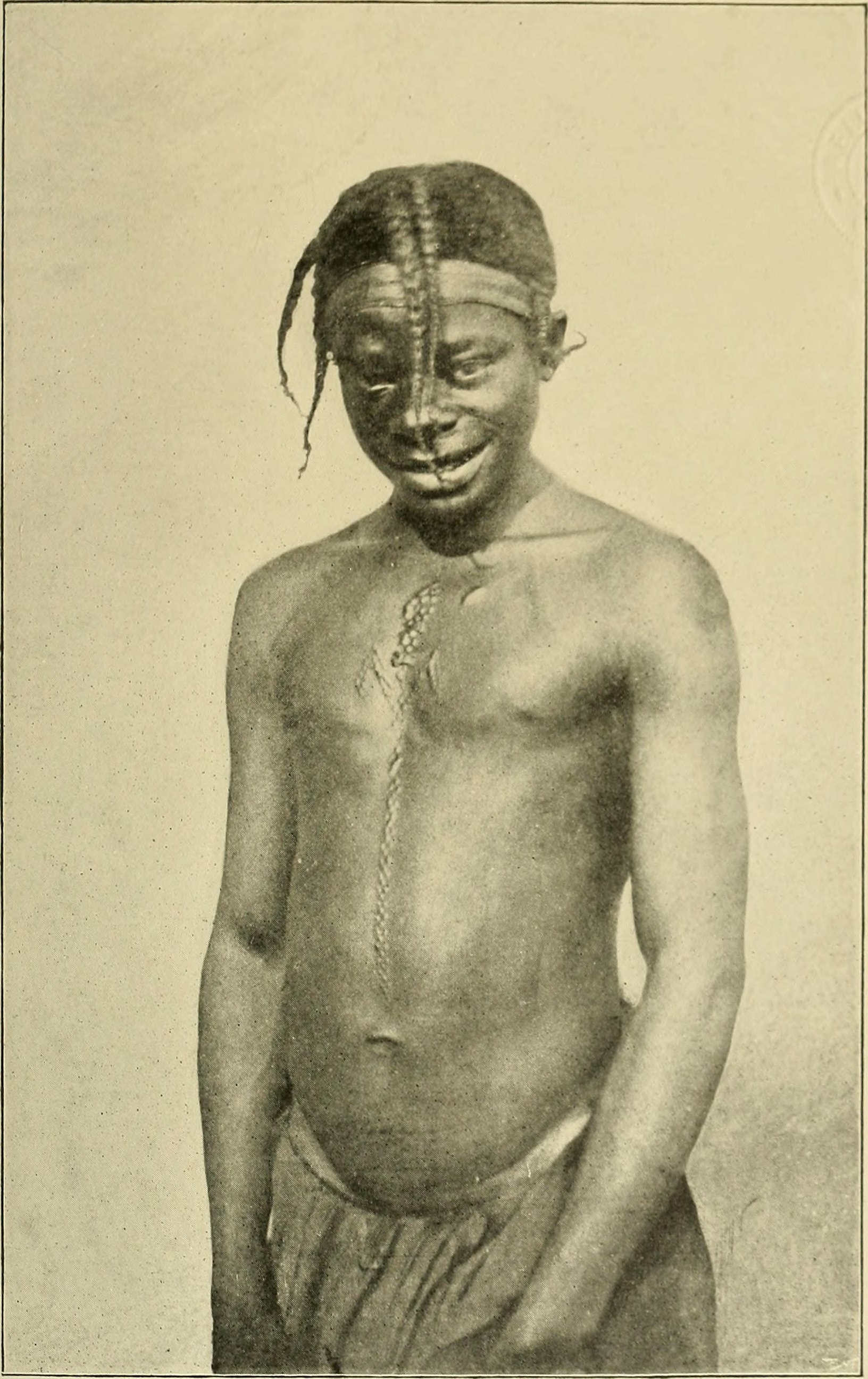
Uomo mongo, 1878

Secondo Alexander Reid, il popolo Mongo fu duramente colpito dall commercio e l'esportazione di schiavi nei secoli XVIII e XIX, quando "migliaia di persone Mongo passarono attraverso la rotta di Zanzibar come schiavi catturati dagli arabi". Un sistema di schiavitù e tratta degli schiavi guidato dalle incursioni arabe, affermano Patrick Harries e David Maxwell, esisteva e influiva sul popolo Mongo prima del periodo coloniale. L'arrivo del Belgio come sovrano coloniale, con il suo modello di sfruttamento leopoldino, combinato con malattie importate come la malattia del sonno e la sifilide, decimarono il popolo Mongo nel corso della storia coloniale. Il periodo coloniale portò anche un cambiamento ecologico ed economico dovuto all'introduzione delle piantagioni di cacao, caffè e gomma, nonché alla cattura di animali selvatici come animali domestici e per gli zoo.

## Cultura e società

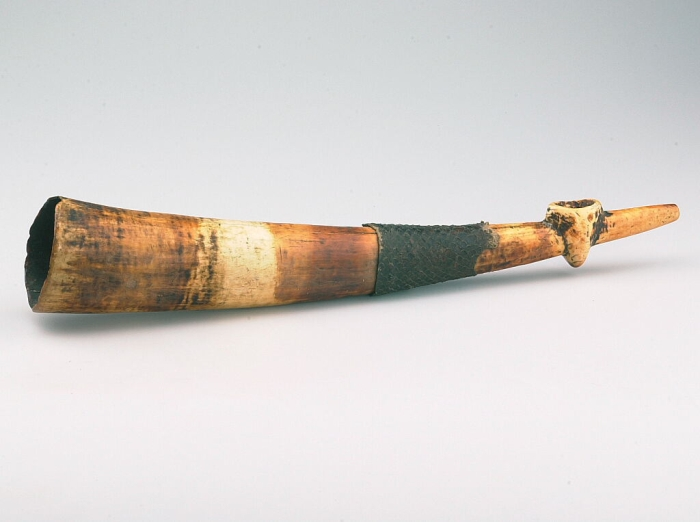
Corno in avorio soffiato ricoperto di pelle di rettile, circa 1930.

L'economia e l'alimentazione dei Mongo è influenzata dall'ambiente della foresta equatoriale in cui vivono. Coltivano principalmente manioca, igname banana come alimenti base, integrati dalla raccolta di piante selvatiche e insetti commestibili, verdure e fagioli di stagione, pesca e caccia.
La società è patrilineare e tradizionalmente basata su un nucleo familiare denominato Etuka, con da venti a quaranta membri con una discendenza comune. Il maschio anziano dell'Etuka si chiama Tata (che significa padre), e un gruppo di Etuka forma un villaggio. Le controversie e le alleanze tra i lignaggi venivano generalmente risolte attraverso scambio di beni o matrimoni misti. La poligamia ha fatto parte della cultura Mongo fino all'età moderna, sebbene i missionari abbiano tentato di frenare questa pratica dopo la loro conversione al cristianesimo.
La religione tradizionale è in gran parte basata sul culto degli antenati, sulla fede negli spiriti della natura, sui riti della fertilità, con pratiche sciamaniche come magia e stregoneria. Come molte culture antiche, il popolo Mongo ha utilizzato la tradizione orale, inclusi i proverbi e le favole, per preservare e trasmettere la conoscenza al prossimo. All'inizio degli anni '70, Mabel Ross, una missionaria cristiana, raccolse 95 storie tradizionali in quello che allora era lo Zaire; le storie furono pubblicate in traduzione inglese nel 1979 nel libro On Another Day: Tales Told Among the Nkundo of Zaire.